# Wakaba Shimoguchi
Wakaba Shimoguchi (下口 稚葉 Shimoguchi Wakaba?, Fukui, 2 de mayo de 1998) es un futbolista japonés que juega como defensa en el Omiya Ardija de la J3 League.

## Trayectoria

### Clubes
| Club                        | País  | Año       |
| --------------------------- | ----- | --------- |
| Fagiano Okayama             | Japón | 2017-2023 |
| AC Nagano Parceiro (cedido) | Japón | 2019      |
| FC Imabari (cedido)         | Japón | 2022-2023 |
| Omiya Ardija                | Japón | 2024-     |